# キリスト友会婦人外国伝道協会

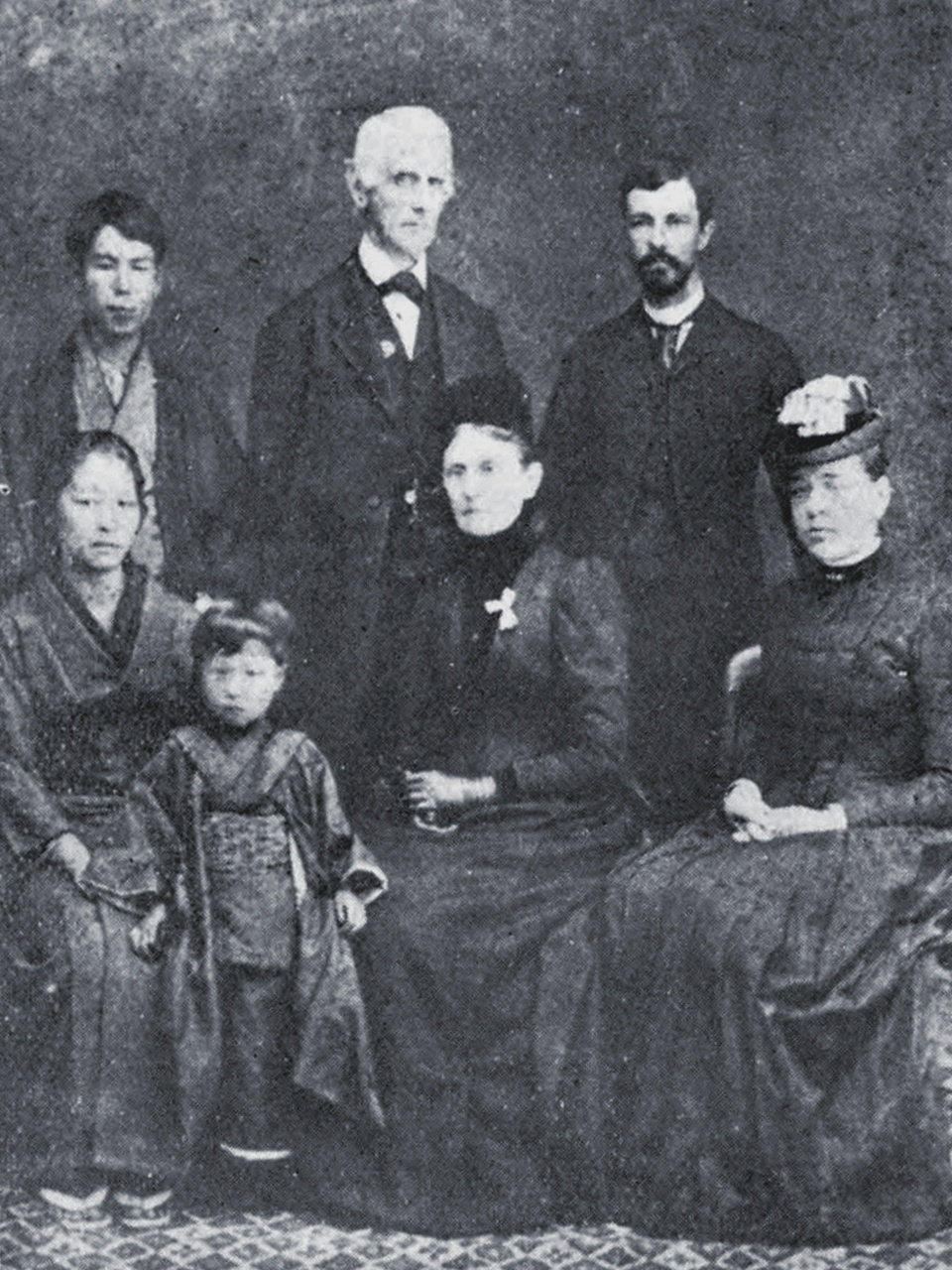
前列左から板垣母子、メアリ・ハリス・モリス、ミス・ヘーンズ、後列左から北村透谷、ウィスター・モリス、ジョセフ・コサンド

キリスト友会婦人外国伝道協会（キリストゆうかいがいこくでんどうきょうかい、Foreign Missionary Association of Friends of Philadelphia）は、フレンド派の海外宣教団体である。「フィラデルフィア・フレンド婦人外国伝道協会」とも言う。
17世紀にイギリスで起こったフレンド派は1657年ごろアメリカに伝えられ、ペンシルバニア州フィラデルフィアはクエーカーの都市として誕生した。
1882年にクエーカーの都市であるフィラデルフィアでフィラデルフィア・フレンド婦人外国伝道協会が組織された。創設者はメアリ・ハリス・モリス（Mary Harris Morris, 1836-1924）。メアリはペンシルバニア鉄道の経営陣の一人で富豪のウィスター・モリス（Wistar Morris, 1815-1891）の妻で、1870年に一家でエジプトなど中東を旅した際に米国宣教師の仕事を目にし、フィラデルフィア・フレンド婦人外国伝道協会の設立を思い立ち、その代表となった。内村鑑三、新渡戸稲造と出会うことにより日本宣教が始まった。
1885年にジョセフ・コサンドを最初の宣教師として派遣して、日本宣教を始めた。津田仙、W・W・ホイットニーの協力で1887年に普連土女学校（普連土学園）が設立された。1888年に「月会」を開催して、1890年に最初のフレンド派の教会の芝普連土教会を建設した。
1892年に男子会員の入会を認めて、協会は年会の伝道局となり、日本委員会になった。1894年の日清戦争に際して平和の心情を守る宣教師と戦争の正当性を主張する日本人フレンドの間に対立が生じた。芝普連土教会の若い会員が戦争を義戦と位置づけて、「清韓事件基督教同士会」への参加が議論された。宣教師たちは非戦論を主張し、日清戦争開戦3ヵ月後の1894年10月31日に、「月会」を退会した。教会が混乱し、自然消滅した。宣教師たちは少数の日本人フレンド会員と共に教会を再組織した。
1900年に宣教師の中心的人物コサンドが伝道協会と対立して辞職する。1917年に日本年会が組織される。1941年の日本基督教団の成立時、第3部に参加する。戦後、日本基督教団を離脱して、1947年に日本年会が復活した。